# Ґатіс Гріцинскіс
Ґатіс Гріцинскіс (латис. Gatis Gricinskis; народився 3 квітня 1988, Талса, Латвія) — латвійський хокеїст, нападник. Виступає в лієпайському Металургсі. Виступав у складі юнацької збірної Латвії (U-18) та молодіжної збірної Латвії (U-20).